# Refugi Àngel Orús

El Refugi Àngel Orús o El Forcau està situat a la vall de L'Aigüeta de Grist, al peu de les Agulles del Forcau, a 2.148 m d'altitud. És un refugi de muntanya guardat tot l'any amb 98 places en habitacions amb dutxa i bany. Disposa d'aigua corrent, dutxes i lavabos, aigua calenta, servei de bar i menjador, mantes, farmaciola, armariets, calcer de descans i aula polivalent. També ofereix telèfon i sistema de telecomunicacions per a socors.

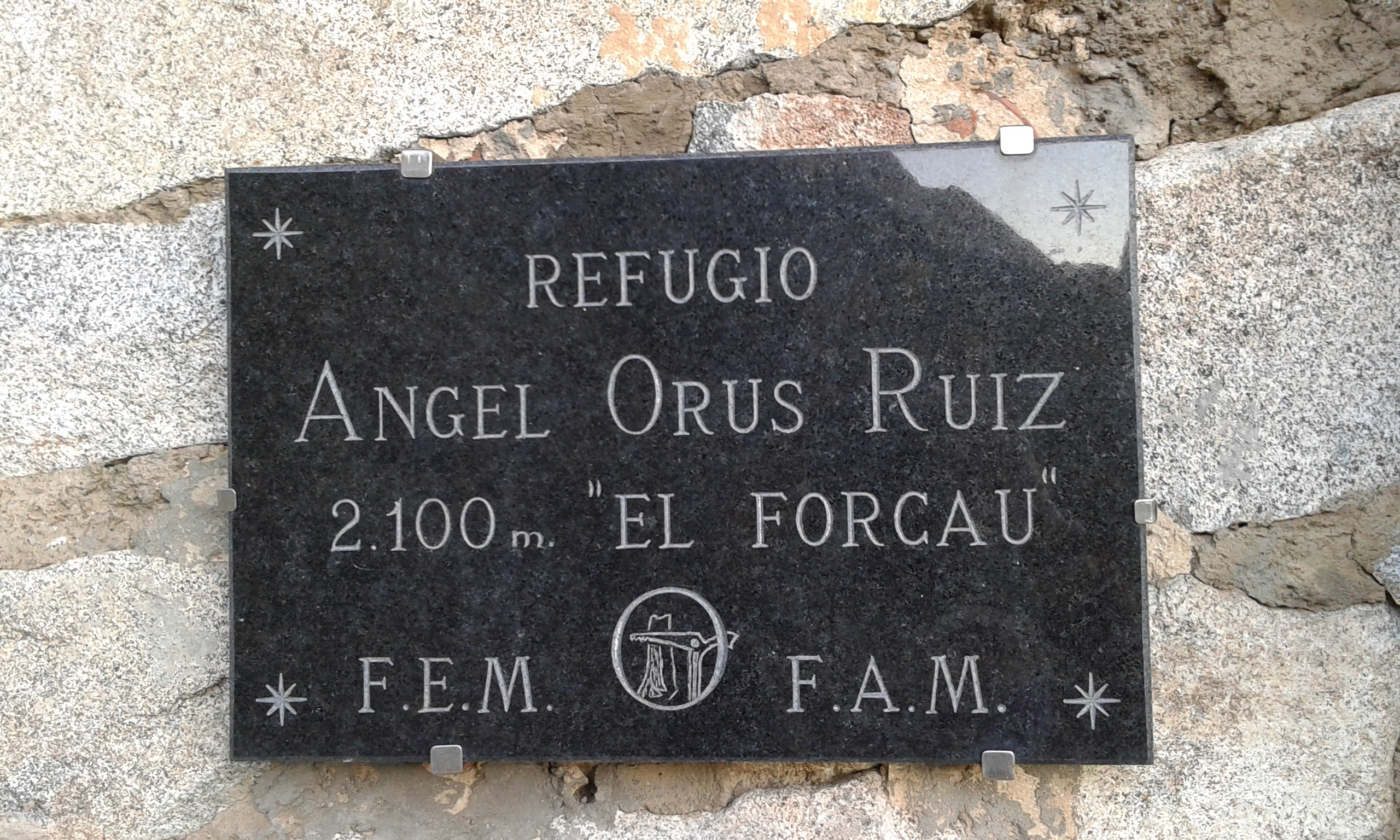
Placa del refugi Ángel Orús

És titularitat de la Federació Aragonesa de Muntanyisme i al llarg del 1999 i el 2000 ha estat remodelat completament.

## Activitats
És punt de partida per a molts excursionistes, per a practicar el senderisme pel GR 11, travesses a Chistau, Estós i la Bal, travessa dels tres refugis (Estós-Biadós-Àngel Orús), ascensions al Pocets/Llardana, Forqueta, Tucón Royo, Espadas, Grist/Bagüeñolas, Es Corbets, així com nombrosos itineraris d'esquí de Muntanya.

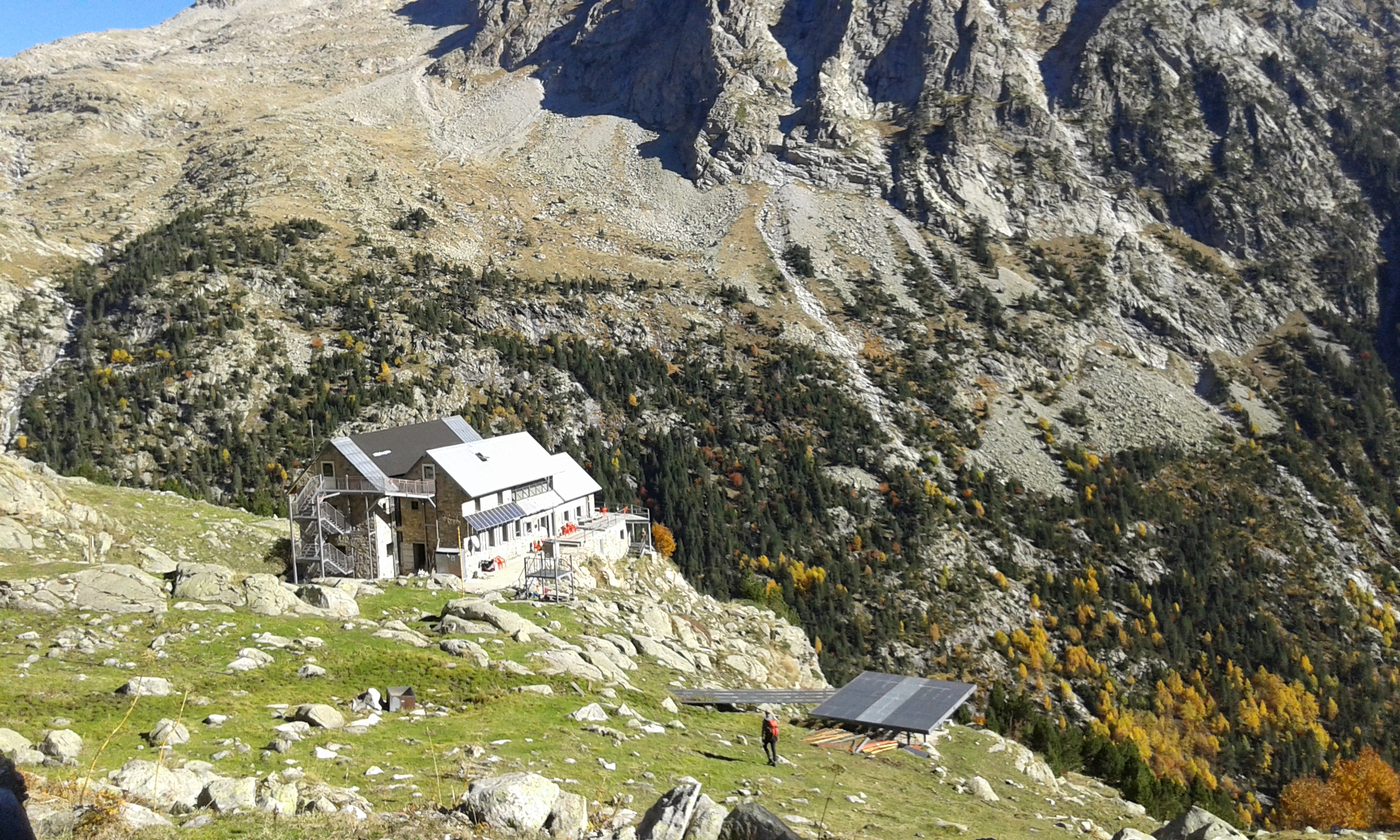
Vista del refugi des de la Vall del Forcau